# Heterospila
Heterospila là một chi bướm đêm thuộc họ Erebidae.

## Các loài
- Heterospila fulgurea (Guenée 1852) — from the north-eastern Himalayas, Hainan, Thailand, Sumatra, Java, Borneo
- Heterospila nigripalpis (Walker 1869) — from India, Thailand, Sumatra, Borneo